# Kacze

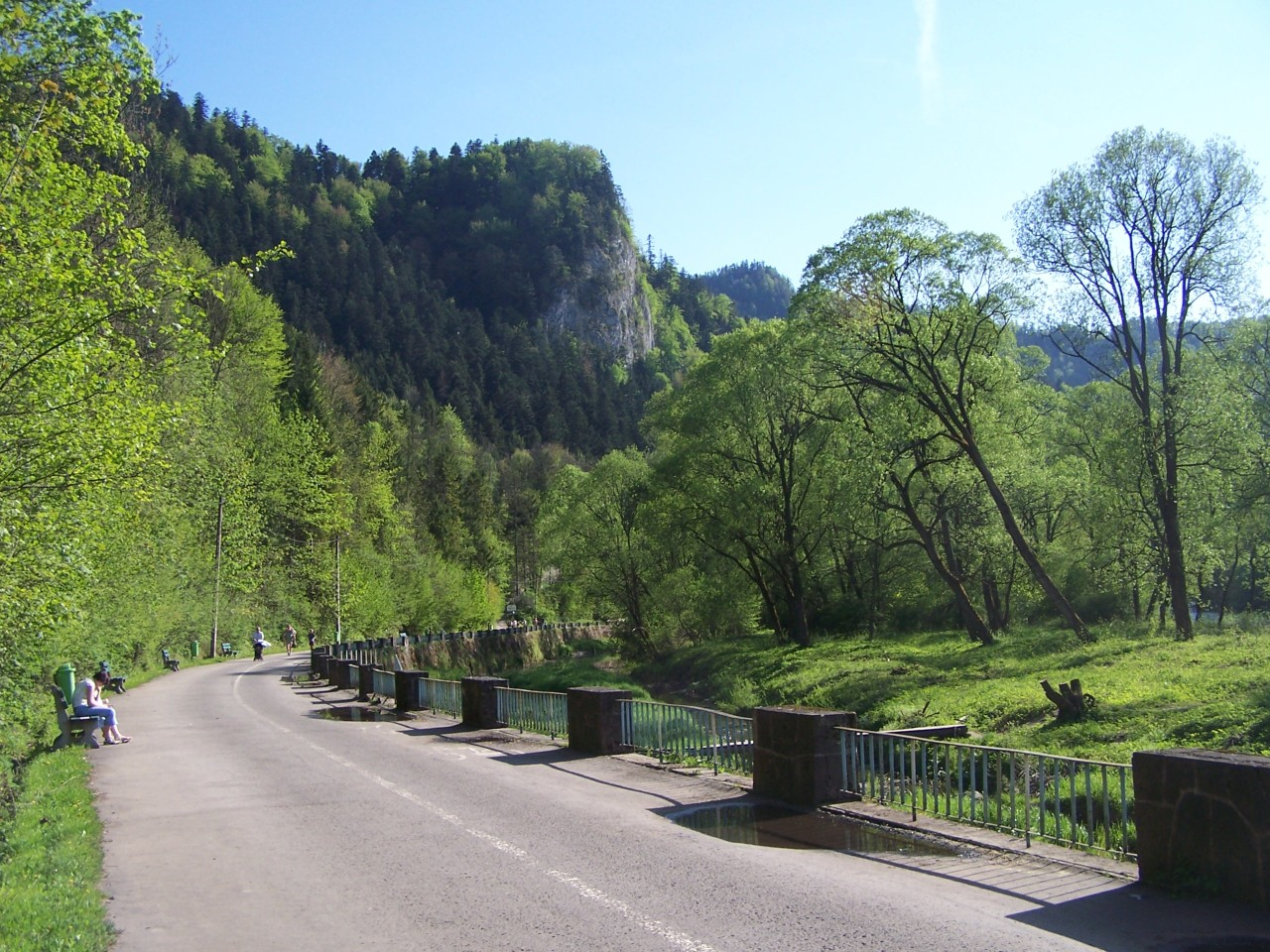
Droga Pienińska i Kacze

Kacze – zbocze na północ i zachód od Bystrzyka w Pieninach. Wznosi się po zachodniej stronie Drogi Pienińskiej i ciągnie się od ostatnich zabudowań Szczawnicy po skałę Wylizaną. Zbocze jest morfologicznie urozmaicone. Częściowo porasta je las i zarośla, ale znajdują się w nim także wybitna, wapienna Biała Skała, Grota Zyblikiewicza i kilka małych skałek, W zboczu Kaczego na wysokości 520 m n.p.m. zbudowano Schronisko PTTK „Orlica”, od Drogi Pienińskiej prowadzi do niego ścieżka.
Nazwa stara. Już formie Kacza Gora występowała w dokumentach z 1822 r.
Na Kaczem występuje rzadki w Karpatach gatunek krzewu – irga czarna. W 2016 r. znaleziono tu miecherę kędzierzawą (Neckera crispa) – gatunek rzadkiego mchu podlegającego ochronie oraz krótkosza pospolitego (Brachythecium rutabulum), grzebieniowca piórkowatego (Ctenidium molluscum) i widłozęba kędzierzawego (Dicranum polysetum).
Kacze znajduje się w granicach miasta Szczawnica w województwie małopolskim, w powiecie nowotarskim.